# خوسيه ألونسو (منافس ألعاب قوى)
خوسيه ألونسو (بالإسبانية: José Alonso Valero)‏ هو منافس ألعاب قوى إسباني، ولد في 12 فبراير 1957 في El Vendrell ‏ في إسبانيا.

## وصلات خارجية
- خوسيه ألونسو على موقع الاتحاد الدولي لألعاب القوى (الإنجليزية)
- خوسيه ألونسو على موقع أوليمبيديا (الإنجليزية)